# Clément Tapsoba
Clément Tapsoba, né le 25 novembre 1954 et mort le 23 avril 2020 à Ouagadougou, est un journaliste, critique cinéma et enseignant burkinabè. 

## Biographie

### Études
Clément Tapsoba naît le 25 novembre 1954. Il termine son cursus scolaire au Lycée Philippe Zinda Kaboré de Ouagadougou et débute son parcours universitaire en 1977 à l'Institut Africain d'éducation cinématographique (INAFEC). En 1981, il sort diplômé de de l'école de journalisme de l'Université Cheick Anta Diop de Dakar en Science et technique de l'information et de la communication. 
De retour au Burkina Faso, il fait son entrée dans la fonction publique en 1982 en tant que journaliste au sein du quotidien d’information Sidwaya et décide de poursuivre ses études en parallèle. En 1987, il obtient un diplôme d’étude en scénario à l'École internationale de journalisme de Bordeaux. 

### Carrière
Journaliste au sein de la fonction publique, Clément Tapsoba occupait par ailleurs plusieurs postes au sein des organisations et réseaux en lien avec le cinéma et la culture. De 1988 à 1997, il est coordinateur de la FEPACI News et fut rédacteur en chef du magazine panafricain de cinéma et de télévision Ecrans d'Afrique/African Screens publié par le COE (Centre d'Orientation Educative) de Milan (Italie) entre 1991 et 1999. Il a également exercé en tant que conseiller et producteur de plusieurs documentaires de 1996 à 2004, dont celui de Dani Kouyaté « Joseph ki-Zerbo : Identités, identités pour l'Afrique ». En tant que critique cinéma, Clément Tapsoba intervenait depuis 1999 sur plusieurs festivals en tant que consultant et chargé de programmation. 
En 2003, il fonde l'Association des critiques de cinéma du Burkina (ASCRIC-B) dont il fut le président jusqu'en 2015. L’association est aujourd’hui dirigée par Abraham Bayili, et a instauré un prix au Fespaco dédié à son fondateur.  En 2004, avec d’autres acteurs, ils fondent la Fédération Panafricaine des Critiques de Cinéma (FACC) dont il devient le premier président de 2004 à 2009. Il est également membre fondateur de la Semaine de la critique cinématographique de Ouagadougou (SECRICO) fondé en 2010. 
De 2002 à 2014, il est le conseiller du Délégué général du Festival panafricain de cinéma et de la télévision de Ouagadougou (FESPACO). Et de 2013 à 2019, Directeur de la communication et des Programmes de la Fédération Panafricaine des cinéastes (FEPACI). Depuis 2015, il occupait aussi les fonctions de Directeur Général de l'Agence de communication Analight consulting & communication. Au vu de son expérience, il dispensait des cours dans des universités et instituts tels que l'Institut Supérieur des Métiers de l’Audiovisuel de Cotonou (Bénin), l'École nationale d'administration et de magistrature, l'Institut supérieur de la Communication et Multimédia (ISCOM) et à l'Institut supérieur de l'image et du son (ISIS) de Ouagadougou ; mais aussi des formations en critique, journalisme, etc. 
Il meurt le 23 avril 2020 à Ouagadougou au Burkina Faso,. Enfin de lui rendre hommage, son nom est donné à des prix au FESPACO et à la Semaine de la critique cinématographique de Ouagadougou (SECRICO),. 

## Distinctions
- 2009 : Chevalier de l'Ordre national avec agrafe Journalisme et Culture[10].